# Saint-Julien-de-l'Herms
Saint-Julien-de-l'Herms este o comună în departamentul Isère din sud-estul Franței. În 2009 avea o populație de 146 de locuitori.

## Evoluția populației
| An        | 1975 | 1982 | 1990 | 1999 | 2006 | 2009 |
| --------- | ---- | ---- | ---- | ---- | ---- | ---- |
| Populație | 108  | 98   | 103  | 111  | 140  | 146  |